# 19758 Janelcoulson
19758 Janelcoulson (2000 GH100) là một tiểu hành tinh vành đai chính được phát hiện ngày 7 tháng 4 năm 2000 bởi Nhóm nghiên cứu tiểu hành tinh gần Trái Đất phòng thí nghiệm Lincoln ở Socorro.